# 瓦尔巴赫 (图林根州)
瓦尔巴赫（德語：Wallbach，發音：[ˈvalbax]）是德国图林根州施马尔卡尔登-迈宁根县曾经的一个市镇，面积5.07平方千米，2017年12月31日人口为375人。2019年1月1日，瓦尔巴赫与市镇亨讷贝格和瓦尔多夫并入市镇迈宁根。